# Премия Франца Кафки
Премия Франца Кафки — международная литературная премия, присуждаемая чешским Обществом Франца Кафки совместно с городской администрацией Праги в память о жившем в этом городе Франце Кафке. Учреждена в 2001 году. Премия стала первой чешской международной литературной наградой мирового значения и расценивается как одна из наиболее престижных международных наград. Лауреату вручается денежная премия в размере около 10 тысяч долларов США и бронзовая статуэтка — миниатюрная копия пражского памятника Кафке.

## Лауреаты
- 2001 — Филип Рот ( США)
- 2002 — Иван Клима ( Чехия)
- 2003 — Петер Надаш ( Венгрия)
- 2004 — Эльфрида Елинек ( Австрия)
- 2005 — Гарольд Пинтер ( Великобритания)
- 2006 — Харуки Мураками ( Япония)
- 2007 — Ив Бонфуа ( Франция)
- 2008 — Арношт Лустиг ( Чехия)
- 2009 — Петер Хандке ( Австрия)
- 2010 — Вацлав Гавел ( Чехия)
- 2011 — Джон Бэнвилл ( Ирландия)
- 2012 — Даниэла Годрова ( Чехия)
- 2013 — Амос Оз ( Израиль)
- 2014 — Янь Лянькэ ( Китай)
- 2015 — Эдуардо Мендоса ()
- 2016 — Клаудио Магрис ( Италия)
- 2017 — Маргарет Этвуд ( Канада)
- 2018 — Иван Верниш ( Чехия)
- 2019 — Пьер Мишон ( Франция)
- 2020 — Милан Кундера ( Чехия/ Франция)
- 2021 — Иван Выскочил[чеш.] ( Чехия)